# Neunkirch
Neunkirch is een gemeente en plaats in het Zwitserse kanton Schaffhausen.
Neunkirch telt 1828 inwoners.
Bargen · Beggingen · Beringen · Buch · Buchberg · Büttenhardt · Dörflingen · Gächlingen · Hallau · Hemishofen · Lohn · Löhningen · Merishausen · Neuhausen am Rheinfall · Neunkirch · Oberhallau · Ramsen · Rüdlingen · Schaffhausen · Schleitheim · Siblingen · Stein am Rhein · Stetten · Thayngen · Trasadingen · Wilchingen
- Bibliothèque nationale de France: cb15047761h (data)
- Gemeinsame Normdatei: 4192779-5
- Historisch woordenboek van Zwitserland: 001262
- Library of Congress Control Number: n86126459
- Nationale Bibliotheek van Israël: 987007564837405171
- Système universitaire de documentation: 121890228
- Virtual International Authority File: 127928560